# 12-та військово-транспортна авіаційна дивізія (РФ)
12-та військово-транспортна авіаційна дивізія — оперативне з'єднання військово-транспортної авіації військово-повітряних сил Російської Федерації.

## Історія
12-та авіаційна дивізія бомбардувальників дальньої дії була сформована в травні 1943 на підмосковному аеродромі Моніно. Свою назву «Мгінська» вона отримала за успішне виконання бойових завдань у боях із німецькими загарбниками та звільнення селища Мга Ленінградської області.
В 1946 дивізія з бомбардувальної дальньої дії була переформована в транспортну.

## Склад
Станом на 2023 в дивізію входять:
- 81-й військово-транспортний авіаційний полк (на аеродромі Іваново-Північний)[3]
- 196-й військово-транспортний авіаполк (ВТАП) на аеродромі Мігалово[1].
- 334-й ВТАП на аеродромі Псков.
- 566-й ВТАП на аеродромі Сєща[4].
- 76-та окрема гвардійська військово-транспортна авіаційна Ленінградська Червонопрапорна ескадрилья (аеродром Мігалово).